# Europabanen
|  | Denne artikel beskriver en fremtidig begivenhed Denne artikel eller sektion handler om planlagt eller forventet fremtidig begivenhed. Der kan forekomme spekulativ information, og indholdet kan ændres dramatisk når begivenheden nærmer sig og mere information bliver tilgængelig. |

Europabanen er et svensk forslag til en jernbane mellem Jönköping i Sverige og København via Helsingborg – Helsingør gennem en tunnel. Navnet udspringer af, at forbindelsen skal tilknytte Stockholm med Europas jernbanenet.
Baggrunden for forslaget er manglen på kapacitet på eksisterende jernbanestrækninger i Skåne og på Øresundsbroen.

## Højhastighedstog
Jernbanen foreslås projekteret til højhastighedstog, som kan køre op til 350 km/h. Dermed bliver rejsetiden mellem København og Stockholm tre timer. I Danmark er der også fokus på den manglende kapacitet, men de danske politikere har været afvisende over for at investere i skinner til højhastighedstog.
DSBs tidligere direktør Søren Eriksen var derimod med på ideen med en tunnel mellem Helsingborg og Helsingør og spor, der skal elektrificeres og strømlines, så der kan køre tog med høj hastighed.

## Mulig tidsplan
Jernbanen indgår i svenske planer om bygning omkring år 2030. 
Fra svensk side er bygningen af den fremtidige Götalandsbane, Göteborg – Jönköping – Linköping og Ostlänken, Linköping – Södertälje prioriteret højere, og er planlagt til at blive bygget i perioden 2020 – 2030.

## Ekstern henvisning
- Europakorridoren Arkiveret 16. september 2008 hos  Wayback Machine